# Émile Rumeau
Paul Joseph Émile Rumeau (ur. 23 grudnia 1878 w Port Saidzie, zm. 8 lipca 1943 w Paryżu) – francuski strzelec, dwukrotny wicemistrz olimpijski i medalista mistrzostw świata.

## Kariera
Dwukrotny uczestnik igrzysk olimpijskich (IO 1920, IO 1924). Wystąpił w co najmniej 9 konkurencjach, zdobywając 2 medale. Jako członek drużyny francuskiej został wicemistrzem olimpijskim w 1920 roku w karabinie wojskowym leżąc z 300 m (skład zespołu: Léon Johnson, André Parmentier, Achille Paroche, Georges Roes i Émile Rumeau) i w 1924 roku w karabinie dowolnym (skład reprezentacji: Albert Courquin, Paul Colas, Pierre Hardy, Georges Roes, Émile Rumeau).
Rumeau ma w dorobku 1 medal mistrzostw świata. W drużynowym strzelaniu z karabinu dowolnego w trzech postawach z 300 m zdobył brąz na zawodach w 1924 roku (skład drużyny: Raymond Durand, Louis Gouéry, Léon Johnson, Georges Roes i Émile Rumeau).
Urodził się w Egipcie, gdzie jego ojciec stacjonował jako oficer Kompanii Kanału Sueskiego. Na co dzień mieszkał w Paryżu, gdzie pracował jako likwidator.

## Wyniki

### Igrzyska olimpijskie
| Igrzyska       | Konkurencja                                    | Wynik                            | Miejsce | Źródło |
| -------------- | ---------------------------------------------- | -------------------------------- | ------- | ------ |
| Antwerpia 1920 | Karabin wojskowy leżąc, 300 m, drużynowo       | 283 pkt. (druż.)                 |         | [ 2 ]  |
| Antwerpia 1920 | Karabin wojskowy stojąc, 300 m, drużynowo      | 249 pkt. (druż.)                 | 5       | [ 4 ]  |
| Antwerpia 1920 | Karabin wojskowy leżąc, 600 m, drużynowo       | 280 pkt. (druż.)                 | 5       | [ 5 ]  |
| Antwerpia 1920 | Karabin wojskowy leżąc, 300 i 600 m, drużynowo | 563 pkt. (druż.)                 | 4       | [ 6 ]  |
| Antwerpia 1920 | Karabin małokalibrowy stojąc, 50 m             | NO                               | NO      | [ 7 ]  |
| Antwerpia 1920 | Karabin małokalibrowy stojąc, 50 m, drużynowo  | 1847 pkt. (druż.)                | 5       | [ 8 ]  |
| Paryż 1924     | Karabin dowolny leżąc, 600 m                   | 86 pkt.                          | 10      | [ 9 ]  |
| Paryż 1924     | Karabin dowolny, drużynowo                     | 646 pkt. (druż.) 134 pkt. (ind.) |         | [ 1 ]  |
| Paryż 1924     | Karabin małokalibrowy leżąc, 50 m              | 387 pkt.                         | 20      | [ 10 ] |

### Medale mistrzostw świata
Opracowano na podstawie materiałów źródłowych:
| Mistrzostwa | Konkurencja                                     | Wynik             | Miejsce |
| ----------- | ----------------------------------------------- | ----------------- | ------- |
| Reims 1924  | Karabin dowolny, trzy postawy, 300 m, drużynowo | 5097 pkt. (druż.) |         |